# 余祖熙
余祖熙（1914年—？），男，福建莆田人，中国化工催化剂专家，全国先进生产者，曾任南京化学工业公司研究院副院长兼总工程师。